# Giuseppe Macchi
Giuseppe Macchi, também conhecido como José Macchi (Palestrina, 10 de junho de 1845 – Lisboa, 7 de junho de 1906) foi um diplomata e prelado italiano da Igreja Católica, que representou a Santa Sé no Brasil e em Portugal.

## Biografia
Foi ordenado padre em 11 de abril de 1868, na Diocese de Palestrina.
Foi nomeado pelo Papa Leão XIII como bispo auxiliar de Palestrina em 27 de fevereiro de 1880, sendo consagrado como bispo titular de Gadaræ em 14 de março, na Basílica de Sant'Apollinare alle Terme, por Antonio Saverio De Luca, prefeito da Sagrada Congregação para os Estudos, coadjuvado por Vincenzo Vannutelli, vigário apostólico de Constantinopla e por Pietro Facciotti, bispo de Ferentino.
Em 9 de abril de 1889, resigna-se do cargo de bispo auxiliar e é elevado à dignidade de arcebispo, recebendo a arquidiocese In partibus infidelium de Amasea. Já no dia 12 de abril, foi nomeado como delegado apostólico para Peru, Bolívia e Equador, cargo que exerceu até 2 de agosto de 1897, quando foi nomeado internúncio apostólico no Brasil.
Em 14 de agosto de 1897, passou para a Arquidiocese de Tessalônica e em 14 de fevereiro de 1901, passa a ser núncio apostólico. Permanece no país até 21 de julho de 1902, quando torna-se núncio apostólico na Baviera, onde permanece até 6 de janeiro de 1904, quando foi nomeado pelo Papa Pio X como núncio apostólico em Portugal.
Chegou em Lisboa em 25 de janeiro do mesmo ano, sendo bem recebido no país.
Sofria de paralisia lábio-glosso-laringea e acabou por morrer em 7 de junho de 1906, em Lisboa. Seu funeral ocorreu em 12 de junho, na Capela do Palácio da Nunciatura e os ofícios fúnebres, na Basílica da Estrela, de onde seguiram para o Cemitério Ocidental, onde foi sepultado.